# رابعه لنبانیه
رابعه لُنبانیه یا رابعه اصفهانیه با کُنیهٔ اُم‌الفتوح (؟ - ۱۱۳۹م) (نام کامل:ام‌الفتوح رابعه بنت مَعمَر بن احمد بن محمد) بانوی محدث اصفهانی ایرانی در سدهٔ پنجم و اوایل ششم هجری بود. همسرش ابی‌سعد احمد بغدادی از بزرگان علم حدیث و استاد سمعانی بود و خود نیز به سمعانی حدیث آموخت. رابعه از «ابوالفضل مطهر عنبری»، «ابن ماجه ابهری» و دیگران حدیث فراگرفت. در روز جمعه ۴ محرم ۵۳۴ق درگذشت. 